# Política fiscal
La política fiscal és una branca de la política econòmica que configura els pressupostos de l'Estat, i els seus components, la despesa pública i els impostos com a variables de control per assegurar i mantenir l'estabilitat econòmica, esmorteint les oscil·lacions dels cicles econòmics i contribuint a mantenir una economia creixent, de plena ocupació i sense inflació alta. El naixement de la teoria macroeconòmica keynesiana va posar de manifest que les mesures de la política fiscal influeixen en gran manera en les variacions a curt termini de la producció, l'ocupació i els preus.

## Enquadrament
L'activitat financera de l'Estat exerceix en les societats modernes tres funcions bàsiques, una funció d'assignació de recursos, una funció redistributiva i una funció estabilitzadora. Mitjançant la funció d'assignació, l'Estat subministra béns que, en determinades circumstàncies, el mercat no proporciona adequadament a causa de l'existència dels denominats fallades del mercat. La funció redistributiva de l'Estat, tracta de reconciliar les diferències que es produeixen entre la distribució de la riquesa que realitza el sistema de mercat i la distribució que la societat considera justa, en el qual intervenen fonaments ètics, polítics i econòmics. La funció estabilitzadora, on s'enquadra la política fiscal, tracta d'aconseguir l'estabilitat del sistema econòmic i evitar els desequilibris i provocar els ajustos necessaris en la demanda agregada per superar en cada cas les situacions d'inflació o atur.

### Objectius finals de la política fiscal
Com s'ha exposat anteriorment els objectius principals de tota política fiscal són:
- Accelerar el creixement econòmic.
- Plena ocupació de tots els recursos productius de la societat, tant humans, com materials i capitals.
- Plena estabilitat dels preus, entesa com els índexs generals de preus perquè no pateixin elevacions o disminucions importants.

 Política fiscal expansionista: 
Es presenta quan es prenen mesures que generin augment en la despesa pública o reducció dels impostos
 Política fiscal contractiva: 
Es presenta quan es prenen decisions per tenir una despesa pública governamental reduït, o augmentar els impostos, o una combinació d'ambdues.

## Contingut
La manifestació principal de la política fiscal es materialitza en els pressupostos de l'Estat, la política fiscal consisteix en el conjunt de mesures que pren un govern referents al despesa pública i als ingressos públics, en els primers s'ha de determinar com és el despesa total, com és la composició d'aquest, si són compres de béns i serveis per l'Estat o transferències realitzades a les empreses i als ciutadans. Pel que fa als ingressos de determinar com s'espera recaptar, a través de quins impostos i com a síntesi la relació entre ingressos i despeses.

## Procés d'actuació de la política fiscal
El procés es resumeix en aquest gràfic, que marca una inversió fixa i uns impostos proporcionals a la producció:
 Llegenda: 
- T : taxes (impostos), diners que paguen els ciutadans
- G : despesa pública, diners que gasta l'Estat per a obres, etc.
- Eix d'ordenades (vertical) : mesura diners (rebut o gastat)
- Eix d'abscisses (horitzontal) : producte nacional (PNB); producció
- P  1  : equilibri fiscal;  T  =  G
- Zona en vermell ,  P  2  : zona de dèficit, perquè la despesa és més gran que els ingressos
- Zona en verd ,  P  3  : zona de superàvit, perquè s'ingressen més del que es gasta, mitjançant els impostos

Cal aclarir que el  dèficit  (dèficit fiscal, ja que es tracta d'un govern) no és necessàriament una cosa dolent que cal evitar. Els partidaris de la política fiscal creuen que, en comptes d'intentar estar en el punt d'equilibri ( P  1   en la gràfica), va bé augmentar el despesa pública per incentivar l'economia; per tant  G >  T  i hi ha dèficit.

## Mecanismes
Els dos mecanismes de control suggerits pels keynesians (els seguidors de la política fiscal) són:
- Variació del despesa pública
- Variació dels impostos

Dels dos, és més important el control de la inversió pública. Però si cal triar entre fer que l'estat gasti més o baixar els impostos, els polítics solen preferir el segon, perquè és immediat, reversible, i els dona bona fama.
A continuació s'explica cada un d'aquests mètodes.

### Variació de la despesa pública
Despesa pública (inversió pública) és quants diners gasta l'Estat a pagar els projectes públics, com carreteres i altres construccions. Conjunt de despeses realitzades pel govern en béns i serveis per a l'Estat.
Quan un govern altera les compres de béns i serveis de l'Estat, aconsegueix desplaçar la corba de demanda agregada. Suposem, per exemple, que Ministeri de Foment d'un país contracta la construcció d'una nova autopista a una empresa constructora per valor de 3.000 milions d'euros. Aquesta contractació eleva la demanda de producció de les constructores implicades, el que indueix a les empreses del sector a contractar més treballadors ia augmentar la producció. Com les constructores formen part de l'economia, l'augment de la demanda de l'autopista es tradueix en un augment de la demanda agregada de béns i serveis del país. La corba de demanda agregada es desplaça cap a la dreta, incrementant-se el PIB, en la mesura que un dels components d'aquest és la despesa pública.
En un primer moment podria pensar-se que la corba de demanda agregada es desplaça cap a la dreta exactament en 3.000 milions d'euros, que són els diners gastats en la construcció. No obstant això, no és així. Es produeixen dos efectes macroeconòmics que fan que la magnitud del desplaçament de la demanda agregada sigui diferent de la variació de les compres de l'Estat. El primer-l'efecte multiplicador-suggereix que el desplaçament de la demanda agregada podria ser superior a 3.000 milions d'euros que era la despesa realitzada. El segon efecte a tenir en compte és l'efecte expulsió.

#### L'efecte multiplicador
Segons el mecanisme keynesià del multiplicador, un augment de la inversió eleva la renda dels consumidors, provocant una cadena d'augments de la despesa en cascada però cada vegada menors. Les variacions de la inversió es multipliquen, doncs, traduint-se en augments majors de la producció.
El mecanisme del multiplicador no s'aplica només a la inversió sinó que té un caràcter molt més ampli. En realitat, qualsevol variació de la despesa pública també es tradueix en una variació major de la producció. Aquesta qüestió, analitzada per primera vegada per Keynes, va portar a molts economistes a recomanar la utilització de la política fiscal com a instrument per estabilitzar el cicle econòmic

#### Efecte expulsió
El segon efecte influent per determinar la quantia de l'efecte total de la política fiscal de despesa sobre la demanda agregada és l'anomenat efecte-expulsió, que suggereix que l'efecte que tindria la despesa de 3.000 milions d'euros sobre el PIB, en l'exemple anteriorment exposat, podria ser inferior a 3.000 milions.
Encara que l'efecte multiplicador suggereix que la variació de la demanda provocada per la política fiscal pot ser major que la variació de les compres de l'Estat, hi ha un altre efecte que actua en sentit contrari. Encara que un augment de les compres de l'Estat estimula la demanda de béns i serveis, també provoca una pujada del tipus d'interès, la qual tendeix a temperar la demanda de béns i serveis. La reducció que experimenta la demanda quan una expansió fiscal eleva el tipus d'interès es denomina efecte expulsió.
Per veure per què es produeix aquest efecte-expulsió, comprovem una vegada més què passa quan l'Estat construeix l'autopista per valor de 3.000 milions d'euros. Com ja hem assenyalat, aquest augment de la demanda eleva les rendes dels treballadors i dels propietaris d'aquestes empreses (i a conseqüència de l'efecte multiplicador, també d'altres empreses). En augmentar la renda, les llars planegen comprar més béns i serveis i, en conseqüència, decideixen tenir una part més gran de la seva riquesa en un actiu líquid. És a dir, l'augment de la renda provocat per l'expansió fiscal eleva la demanda de diners, que hem de recordar és una funció dependent, entre altres factors, de la Renda monetària dels subjectes. Com el banc central no ha alterat l'oferta monetària, la corba d'oferta vertical no varia. Quan l'augment del nivell de renda desplaça la corba de demanda de diners a la dreta, el tipus d'interès ha de pujar per tal de mantenir equilibrades l'oferta i la demanda de diners.
La pujada del tipus d'interès redueix, al seu torn, la quantitat demandada de béns i serveis. En particular, com serà més car demanar préstecs la demanda d'inversió tant en habitatges i com a les empreses disminueix. En definitiva l'augment de les compres de l'Estat que eleva la demanda de béns i serveis, també pot expulsar inversió. Aquest efecte-expulsió contraresta en part la influència de les compres de l'Estat en la demanda agregada.
Recapitulant, quan un Estat incrementa les seves compres en 3.000 milions d'euros, la demanda agregada de béns i serveis pot augmentar en una quantia superior o inferior a 3.000 milions, segons que sigui major l'efecte multiplicador o l'efecte-expulsió.

### Variació dels impostos
L'altra gran eina de la política fiscal és el nivell de tributació. Quan el govern d'un país baixa els impostos, augmenten els ingressos nets de les llars. Aquests estalvien part d'aquesta renda addicional, però també gasten alguna en béns de consum. Com la reducció dels impostos eleva la despesa de consum, desplaça la corba de demanda agregada cap a la dreta. Així mateix, una pujada dels impostos redueix la despesa de consum i desplaça la corba de demanda agregada cap a l'esquerra.
A la magnitud del desplaçament de la demanda agregada provocat per una modificació dels impostos també influeixen l'efecte multiplicador i l'efecte-expulsió. Quan el govern baixa els impostos i estimula la despesa de consum, els ingressos i els beneficis augmenten, el que estimula encara més la despesa de consum. Aquest és l'efecte multiplicador. Al mateix temps, un augment de la renda eleva la demanda de diners, el que tendeix a elevar els tipus d'interès. La pujada dels tipus d'interès encareix la petició de préstecs, la qual cosa redueix la despesa d'inversió. Aquest és l'efecte-expulsió. Depenent de la magnitud de l'efecte multiplicador i de l'efecte-expulsió, el desplaçament de la demanda agregada pot ser major o menor que la variació dels impostos que l'ha provocat.
Si augmenta la renda dels consumidors (els diners que la gent té disponible per gastar), llavors poden gastar més, i és probable que ho facin. Hi ha mesures per saber quin percentatge de la renda es gasta; són la propensió marginal al consum i la propensió marginal a l'estalvi.
L'estímul del consum permet millorar l'economia gràcies a l'efecte multiplicador, un punt important de la teoria de Keynes. Diu que els diners, en passar de mà en mà, va generant increments en la producció ( producte nacional ). No és màgia; vegem un exemple:

Suposem que la propensió marginal al consum ( PMgC ) és del 0,8, el que significa que tots els ciutadans gasten el 80% del que guanyen i per contra estalvien un 20%.
1. Jo compro alguna cosa a algú per 100 euros. Això fa augmentar el producte nacional en 100 euros.
2. El venedor, 100 euros més ric, és també un consumidor, i gastarà el 80% d'aquests 100 euros comprant una altra cosa, per tant, gasta 80 euros. El PIB puja 80 euros més.
3. Qui acaba de rebre els 80 euros, gasta un 80% d'això, és a dir, 64 euros. El  PIB  puja 64 euros.
4. Qui rep els 64, gasta el 80%, el  PIB  puja 51,2 més
5. El següent fa pujar el  PIB 40,96 
6. Etcètera: 32,77, 26,21, 20,97, 16,78, ...

Quan ha augmentat el  producte nacional , en total? Doncs 100+80+64+51.2+40.96 '... Aquesta sèrie equival a 100/(1-0,8), que són 500 euros.

Per tant, una inversió de 100 euros ha fet augmentar el producte nacional en 500.
Per això baixar els impostos (augmentant la renda disponible) augmenta el producte nacional. El pujar-los, ho redueix, i pot ser l'acció apropiada si es vol generar un superàvit i refredar l'economia (la qual cosa ajudaria a controlar la inflació).

## Tipus de política fiscal
Pot ser  expansiva  o  restrictiva :
- Política fiscal expansiva:  quan l'objectiu és estimular la demanda agregada, especialment quan l'economia està travessant un període de recessió i necessita un impuls per expandir-se. Com a resultat es tendeix al dèficit o fins i tot pot provocar inflació.
- Política fiscal restrictiva:  quan l'objectiu és frenar la demanda agregada, per exemple quan l'economia està en un període d'excessiva expansió i té necessitat de frenar-se per l'excessiva inflació que està creant. Com a resultat es tendeix al superàvit.

### Política fiscal expansiva
Els mecanismes a usar són:
- Augmentar la despesa pública , per augmentar la producció i reduir l'atur.
- Abaixar els impostos , per augmentar la renda disponible de les persones físiques, el que provocarà un major consum i una major inversió de les empreses, en conclusió, un desplaçament de la demanda agregada en sentit expansiu.

D'aquesta forma, en haver major despesa pública, i menors impostos, el pressupost de l'Estat, genera el dèficit.
Després es pot dir que afavoreix la despesa fiscal en l'impost pressupostari.

### Política fiscal contractiva
La política fiscal contractiva, per contra, mira de ''refredar'' l'economia(diem que està ''reescalfada'' quan els recursos es fan servir al limit o per sobre de la seva capacitat normal, de manera que apareixen pressions inflacionistes), fet que requereix menys despeses o impostos més elevats. Això originarà una reducció de la demanda agregada i disminuirà la pressió sobre els preus.

### Política fiscal restrictiva
Els mecanismes són els contraris que en l'expansiva:
- Reduir la despesa pública, per baixar la demanda agregada i, per tant, la producció.
- Apujar els impostos, perquè la ciutadans tinguin una renda menor i en conseqüència disminueixin el seu consum i així la demanda agregada es desplaça cap a l'esquerra.

D'aquesta manera, en disminuir la despesa pública, i augmentar els impostos, el pressupost de l'Estat, tendeix a generar un superàvit o disminuir el dèficit.

## Política fiscal i ocupació
La forma en què la política fiscal afecta l'ocupació és un tema complex, per la qual cosa és necessari sospesar acuradament els efectes d'incentiu i desincentiu que comporta la intervenció del sector públic. Per exemple, un sistema de prestacions per desocupació ben dissenyat no només ofereix una important xarxa de protecció a la població, sinó que, a més, permet als treballadors dedicar més temps a la recerca de l'ocupació més productiu. No obstant això pot al mateix temps, prolongar la durada de la desocupació, la qual cosa tindria efectes secundaris sobre el potencial de producció de l'economia, perquè els treballadors que es troben en una situació d'atur de llarga durada experimenten una depreciació del seu capital humà.
Les possibles desavantatges de les prestacions socials s'observen amb més claredat en els seus efectes sobre l'oferta de factor treball. Sovint s'esmenta el pagament incondicional o il·limitat de prestacions per desocupació com un dels principals factors que desincentiven la recerca de feina. Aquest tipus de prestacions pot, així mateix, reduir les pressions per reformar un mercat de treball ineficient amb altes taxes d'atur perquè els aturats gaudeixen d'aquests beneficis. També els sistemes públics de pensions tenen efectes significatius sobre l'oferta de treballadors. L'escassa penalització de la jubilació anticipada, o fins i tot la seva promoció activa, han reduït l'oferta. D'altra banda, la perspectiva de jubilació anticipada constitueix un desincentiu perquè els treballadors mantinguin els seus coneixements professionals i participin en un procés d'aprenentatge continu. A més, els incentius a la jubilació anticipada faciliten l'eliminació de mà d'obra fins i tot en circumstàncies en què l'acomiadament és molt difícil. Com a resultat, les empreses que necessitin reduir la seva plantilla la retallarien en els segments de major edat, donant-se el cas que aquests treballadors poden ser precisament els que més experiència tinguin i no els menys productius.
Les polítiques orientades al mercat de treball, si es dissenyen i posen en pràctica adequadament, poden estimular l'oferta i la demanda de factor treball i, per tant, la taxa d'ocupació. Els programes de formació poden ajudar a mantenir i millorar els coneixements professionals, reduint els desajustos entre oferta i demanda i el deteriorament del capital humà entre els aturats de llarga durada. Un altre desafiament que es planteja és la reintegració dels grups difícils d'emprar, com els treballadors poc qualificats, els aturats de llarga durada o els treballadors de més edat.

## Història
La política fiscal és la proposta per John Maynard Keynes, que proposa teories innovadores. Per exemple:
- Diu que la llei de Say (" l'oferta genera la seva pròpia demanda ") no es compleix, ja que pot haver equilibri econòmic encara que hi hagi molt atur.
- Creu que l'Estat és qui ha d'intentar resoldre el problema de l'atur (a diferència dels clàssics i els monetaristes, que creuen que se soluciona per si sol). Per fer-ho, l'estat ha de controlar la demanda agregada a través d'aquesta política fiscal.
- L'estat de plena ocupació és una fet transitori, i l'economia és fluctuant.

Aquestes teories revolucionàries comencen la macroeconomia com a ciència.
Alguns conceptes que intervenen en la teoria de Keynes són:
- Propensió marginal al consum
- Oferta agregada, amb un tram horitzontal (tram keynesià)2019[cal citació]

Els principis de la teoria fiscal keynesiana consideraven el dèficit públic com un instrument financer útil per al desenvolupament econòmic.
La teoria fiscal keynesiana fou considerada superada per l'experiència de la crisi energètica de 1973, tornant-se al concepte del dèficit públic com a quelcom perniciós.

## Crítiques a la política fiscal
La  política fiscal  va deixar de ser efectiva en els anys 70, perquè no va poder resoldre la situació coneguda ara com a estagflació, que consisteix en la coexistència simultània d'una forta inflació i alhora una alta taxa d'atur, motivada per la crisi del petroli de 1973.
Altres crítiques que rep la política fiscal són:

### Efecte expulsió
En cas de recessió s'aplica una política expansiva: s'augmenta el despesa pública o es baixen els impostos. Per poder finançar-se, l'Estat necessita diners, i ho troba al mercat privat: venent títols de deute públic. Al vendre tants, el preu dels títols baixa, i la gent compra més, ja que semblen rendibles. Al final, la gent està invertint molt  a l'Estat , però  no en el mercat privat , que era el que es pretenia.
En resum, pot baixar la demanda d'inversió quan el que s'esperava era que augmentés.

### Provoca dèficit comercial
En el cas anterior (s'emet Deute públic per finançar-se), si els títols els compren els estrangers, la moneda pròpia pujarà de valor. Això farà que baixin les exportacions (perquè als de fora els surt més car comprar), i no és bo que passi això en una fase de recessió.

### Retards
Perquè funcioni bé la política fiscal, cal tenir molt en compte el cicle econòmic, ja que si s'aplica una política restrictiva durant el període de recessió, serà un fracàs.
S'ha de conèixer la situació actual en el cicle, cosa que no és fàcil.

### Propensió al consum, no constant
Els clàssics opinen que no sempre anem a gastar el mateix percentatge de la nostra renda, per tant, la  propensió marginal al consum  (oa l'estalvi) no és constant. A més, depèn molt de cada tipus de persona.